# Сухі ліси Чикітано

Сухі тропічні та субтропічні ліси на карті світу

Сухі́ ліси́ Чикіта́но — неотропічний екорегіон сухих тропічних широколистяних лісів, що ростуть у центрі Південної Америки. Напівлистопадні передгірні ліси, оточені вторинною рослинністю та сільськогосподарськими землями. Більшість лежать на території болівійського департаменту Санта-Крус, невеликі ділянки заходять на територію бразильського штату Мату-Гросу. На північ від лісів Чикітано розташовані дощові ліси Амазонії, на півдні вони переходять у сухі колючі ліси та чагарники Чако.
Для клімату характерні тривалий бездощовий період із сильними посухами, середньорічна кількість атмосферних опадів — 936 мм. Деякі дослідники вважають, що біорізноманіття всередині спільноти лісів долини Тукавака посідає друге місце в світі серед сухих лісів. Дослідженню лук на плоских вершинах столових гір регіону перешкоджає їх важкодоступність.

## Геологія
Ліси Чикітано виростають на хвилястій поверхні Амазонського тектонічного щита. Мальовничі кварцитові гори та гірські хребти витягнуті переважно в напрямку з північного заходу на південний схід. Ґрунти з нижніми шарами, утвореними третинними уламками гранітів і гнейсів, покриті осадами четвертинного походження, характерні для широких U-подібних долин, таких як Тукавака, в яких виростають найвищі ліси. Зустрічаються також вапнякові (хребет Сунсас-Ридж) та ультраосновні (Рінкон дель Тиґре) гірські породи. Регіон багатий геотермальними джерелами, в деяких із них зустрічаються ендемічні види риб, наприклад Bujurquina oenolaemus. Гідрологію характеризує розташування на вододілі басейнів річок Амазонка та Парана.

## Рослинність

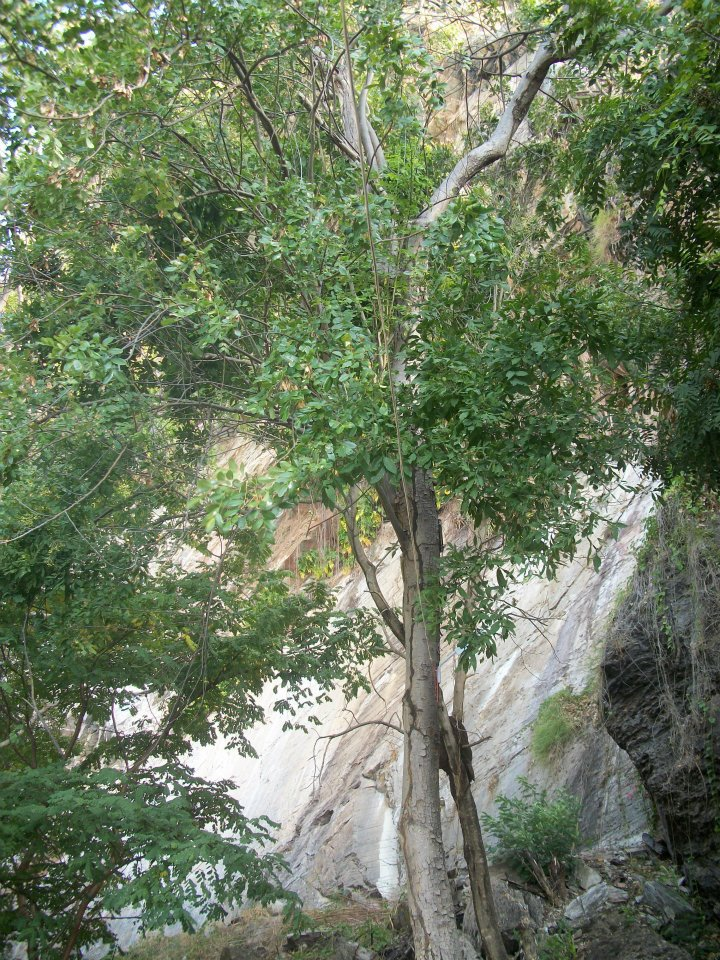

Флористичний склад тропічних лісів Чикітано більше відрізняється від сусідніх Чако та Серрадо, ніж від віддаленіших лісів Каатинги та деяких інших. Це може бути результатом адаптивної радіації — сухі ліси Чикітано є голоценовим рефугіумом. Рослини, що тут ростуть, змушені пристосуватися до періодичних затоплень (наприклад, табебуя золотиста). Для захисту від лісових пожеж, небезпечних у сухий сезон, деякі види мають вогнетривку кору.
Рослинні формації цих лісів сильно залежать не тільки від зволоження, але й від родючості та дренувальних властивостей ґрунтів. Тут розрізняють чотири основні групи лісів:
1. На добре дренованих родючих ґрунтах ростуть найбагатші ліси, утворені схінопсисом[en] (Schinopsis brasiliensis[en]). У домішках є Anadenanthera macrocarpa, Caesalpinia pluviosa[en], Machaerium scleroxylon[en], Amburana cearensis[en] та Cedrela fissilis[en]. Лісовий намет має ступінь зімкнутості 80 % і висоту близько 20 м, над ним височіють окремі особливо високі (до 30 м) дерева. Під лісовим наметом розвинені деревний та чагарниковий підлісок та трав'яний ярус.
2. Добре дреновані, але менш родючі ґрунти зустрічаються як на схилах гір — кам'янисті, так і в низинах — піщані. Тут розвиваються формації, утворені видами Астроніуму[en] Anadenthera macrocarpa або Astronium urundeuva[en]. Над 10-15-метровим деревостаном зі зімкнутістю намету 65 % височать дерева-емердженти висотою до 25 м.
3. Поблизу водойм на гідрофільних ґрунтах ростуть лісові формації, пристосовані до неглибокого затоплення під час сезону дощів. Тут основною лісотвірною породою є Phyllostyllon rhamnoides, присутність Gallesia integrifolia[fr] завжди вказує на затоплюваність території.
4. На невеликих ділянках серед саван ростуть ліси, що височіють над навколишньою трав'янистою рослинністю всього на 0,5-1 м. Тут переважає Tabebuia heptaphylla. Присутність Machaerium hirtum вказує на лужний характер ґрунтів.[1]

## Фауна

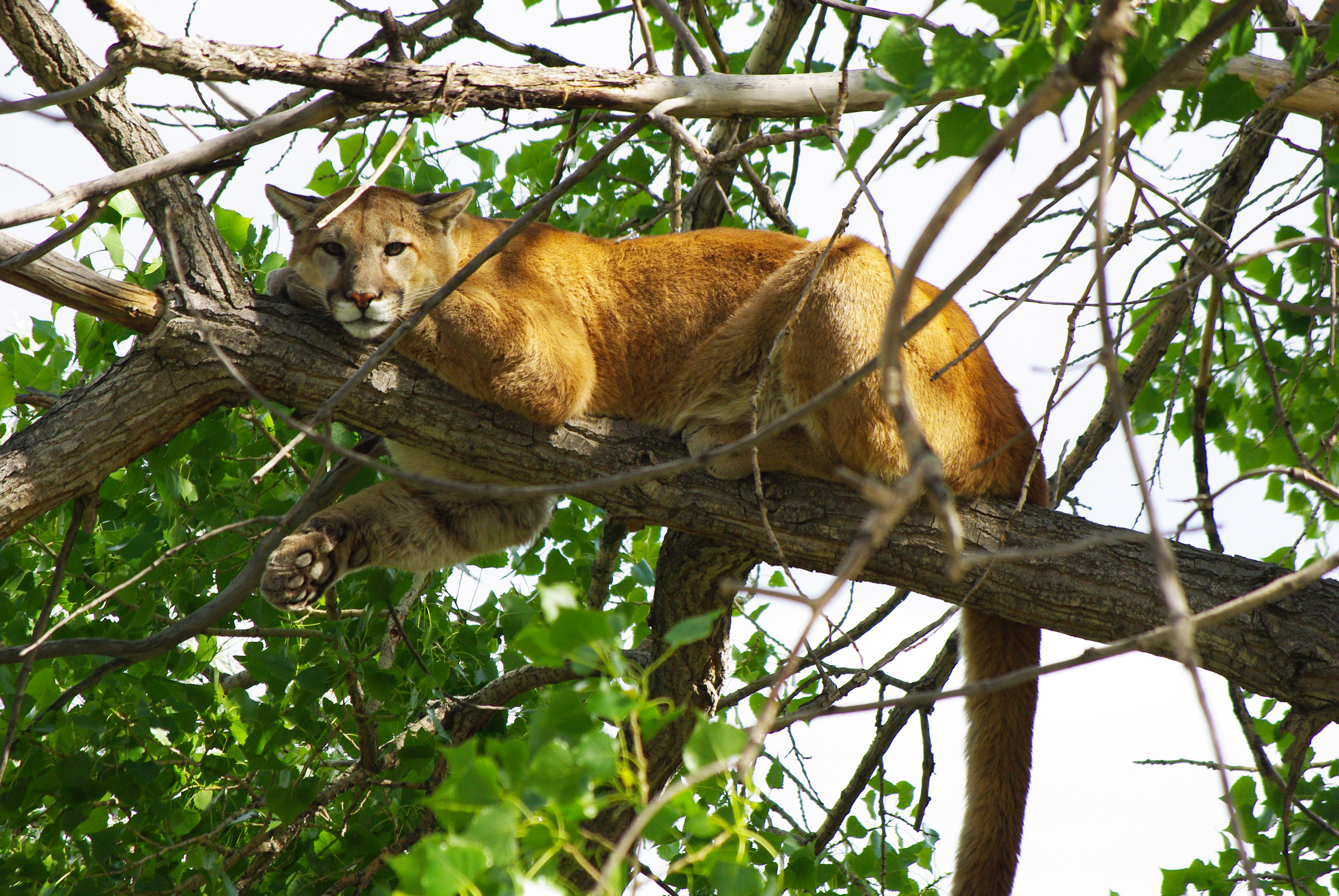
Пума

Лісова фауна тут налічує щонайменше 42 види ссавців, з яких 11—26 %, вразливі і навіть перебувають під загрозою зникнення. Деякі види знаходять тут тимчасовий притулок — щорічні повені викликають міграції болотного оленя та звичайного пекарі із заливних лук у незатоплені ліси. Вапнякові печери хребта Сунсас-Ридж примітні численними невивченими колоніями кажанів і своєрідною фауною безхребетних, яка також потребує вивчення.
Найвище біорізноманіття збереглося на незайманій людиною території площею 40 000 км² на південному сході. Тут здорові популяції деревних курей, наприклад жовтодзьобих краксів, тапірів і гігантських броненосців забезпечують їжу хижим, зокрема ягуарам і меншим котовим та гривистим вовкам.
Ліси регіону надають притулок зникаючим та вразливим видам. До зникаючих належать одна рептилія — широкорилий кайман, один птах — зерноїд чорноспинний, три види ссавців — гігантський броненосець, гривистий вовк і гігантська видра. Одна рептилія, три птахи та 12 ссавців мають статус уразливих.

## Збереження та загрози
Стан сухих тропічних лісів викликає більші побоювання, ніж стан лісів будь-якого іншого типу. Сухі ліси Чикітано найбільші за територією і зберегли найбільше біорізноманіття з усіх сухих тропічних і субтропічних широколистяних лісів, але як і всі ліси цього типу, перебувають під загрозою зникнення. Найбільш збережений блок, що включає 20 % території екорегіону, лежить на схід від міста Сан-Хосе-де-Чикітос. Дорога із прилеглими до неї сільськогосподарськими землями поділяє його на північну та південну частини. Тут створено дві охоронні території — Отукіс і Сан-Матіас. Є необхідність у створенні охороної зони в долині Тукавака.
Для лісів Чикитано найбільшу загрозу становлять:
1. екстенсивний розвиток сільського господарства та стихійне заселення лісових територій;
2. заплановане будівництво греблі на річці Парана в Парагваї;
3. розчленування території у зв'язку з будівництвом ліній комунікацій (дороги, трубопроводи, ЛЕП тощо).[1]

Узагальнювальний глобальний прогноз збереження видатного біорізноманіття екорегіону у зв'язку з переліченими загрозами невизначений.